# 韁連合
韁連合（habenular commissure）是連合纖維的神經束，連結上視丘韁三角兩側的韁核，是韁三角區域的一部分。
纖維從松果體和韁連合進入韁三角區域，然而，大多數韁三角纖維是向下定向並形成一束，即後屈束，它穿過紅核的內側，並且在與對側相應的束交叉後，終止於腳間核。

## 外部連結
- NIF Search - 韁連合 via the Neuroscience Information Framework